# Hezhen
Gli Hezhen (o anche Nanai, Goldi e Samagir; nome proprio: нани; in russo: нанайцы, "nanajcy"; in cinese: 赫哲族, "Hèzhézú") sono un gruppo etnico dell'Asia dell'est, appartenenti ai 56 gruppi etnici riconosciuti ufficialmente dalla Repubblica popolare cinese e ai gruppi etnici ufficialmente riconosciuti dalla Russia. Vivono lungo i fiumi Amur, Songhua e Ussuri. 
La lingua degli Hezen appartiene alla famiglia Manciù-Tungusa del ceppo linguistico altaico. Le società dei Nanai basano la loro alimentazione soprattutto sul pesce, essendo gli uomini degli abili pescatori e cacciatori di animali acquatici. La religione più diffusa è lo Sciamanesimo.

## Gli Hezen in Russia
In Russia gli Hezen vivono sulle coste a ridosso del mare di Ochotsk, sul fiume Amur, nella città di Chabarovsk, e lungo i fiumi Ussuri e Girin. Secondo un censimento del 2002, ci sono circa 12.160 Nanai in Russia.

## Gli Hezen in Cina
Di seguito la distribuzione degli Hezhen in Cina per provincia secondo il censimento del 2000, che ne censisce 4640.
| Province         | PopolazioneNanai | % del totale |
| ---------------- | ---------------- | ------------ |
| Heilongjiang     | 3.910            | 84,27%       |
| Jilin            | 190              | 4,09%        |
| Pechino          | 84               | 1,81%        |
| Liaoning         | 82               | 1,77%        |
| Mongolia Interna | 54               | 1,16%        |
| Hebei            | 46               | 0,99%        |
| Altre            | 274              | 5,91%        |

## Nanai famosi
Il film di Akira Kurosawa, Dersu Uzala del 1975, basato su un libro dell'esploratore russo Vladimir Arsen'ev, racconta l'amicizia di un ufficiale russo e di un Nanai chiamato Dersu Uzala, nei periodi precedenti la rivoluzione d'ottobre.